# 17 oktober
17 oktober is de 290ste dag van het jaar (291ste dag in een schrikkeljaar) in de gregoriaanse kalender. Hierna volgen nog 75 dagen tot het einde van het jaar.

## Gebeurtenissen
- Algemeen
  - 1702 - Walraad van Nassau-Usingen wordt opgevolgd door zijn zoon Willem Hendrik.
  - 1907 - De Scheveningse bomschuit Clara Johanna (SCH 1) loopt tijdens een zware storm op een zandbank voor de kust van Terschelling; er vallen 8 doden.
  - 1989 - Een aardbeving van 7,1 op de schaal van Richter treft San Francisco.[1]
  - 2023 - In Groningen worden op de Grote Markt bij archeologische opgravingen twee skeletten gevonden waarvan er een in een boomstamgraf ligt.[2][3]
- Economie
  - 1973 - Een aantal OPEC-landen kondigt een olie-embargo af tegen een aantal westerse landen, wat leidt tot een oliecrisis.[1]
- Infrastructuur
  - 1957 - De dijk tussen het eiland Marken en het vasteland wordt gesloten.[1]
- Oorlog
  - 1912 - Het Ottomaanse Rijk verklaart de oorlog aan Bulgarije en Servië.[1]
  - 2023 - Bij een raketaanval op een ziekenhuis in Gaza-Stad vallen honderden doden.[4]
- Media
  - 1996 - Edsilia Rombley wint de finale van het twaalfde seizoen van de Soundmixshow met een cover van het nummer I just had to hear your voice van Oleta Adams.[5]
- Politiek
  - 1662 - Karel II van Engeland verkoopt Duinkerke voor 40.000 pond aan Frankrijk.[1]
  - 1918 - Officiële stichting van Joegoslavië.
  - 1933 - De Duitse natuurkundige Albert Einstein vestigt zich in de Verenigde Staten, op de vlucht voor het nationaalsocialisme.
  - 1945 - Na een massademonstratie in Buenos Aires (Argentinië) wordt Juan Perón vrijgelaten uit de gevangenis.
  - 1961 - Een massademonstratie in Parijs draait uit tot een bloedbad waarbij zo'n 200 doden vallen.
  - 1990 - De zogenaamde "Groene Lijn" - een lijn van 8 km lang die de Libanese hoofdstad Beiroet gedurende 15 jaar in twee heeft gedeeld - wordt door Syrische troepen ontmanteld.
  - 1994 - De regering van Rwanda maakt bekend dat minister Jean-Marie Vianney Ndagijimana van buitenlandse zaken spoorloos is verdwenen met ongeveer 187.000 dollar uit de Rwandese schatkist op zak.
  - 2000 - De Zimbabwaanse regering schakelt het leger in om rellen in de hoofdstad Harare de kop in te drukken. Een reeks van zwarte buitenwijken is voor de tweede opeenvolgende dag het toneel van protesten tegen de stijgende prijzen voor brood en openbaar vervoer.
- Religie
  - 1404 - Kardinaal Cosma dei Migliorati wordt gekozen tot Paus. Hij neemt de naam Innocentius VII aan.
  - 1971 - Zaligverklaring van Maximiliaan Kolbe (1894-1941), Pools priester en martelaar in Auschwitz, door Paus Paulus VI.[1]
- Sport
  - 1907 - Oprichting van de Italiaanse voetbalclub Atalanta Bergamo.
  - 1956 - Bobby Fischer verslaat in de (schaak-)Wedstrijd van de Eeuw op dertienjarige leeftijd meester Donald Byrne.
  - 1979 - Het Nederlands voetbalelftal speelt in Rotterdam gelijk (1-1) tegen Polen in de onderlinge EK-kwalificatiewedstrijd.
  - 1984 - Het Nederlands voetbalelftal begint de WK-kwalificatiereeks met een thuisnederlaag (1-2) tegen Hongarije.
  - 1985 - Opening van het Sultan Qaboos Sports Complex in Masqat, Oman.
  - 1990 - De Rode Duivels verliezen in Cardiff hun eerste wedstrijd in de voorronde van het Europees kampioenschap voetbal tegen Wales met 3-1.
  - 1995 - Oprichting van de Amerikaanse voetbalclubs Sporting Kansas City en Los Angeles Galaxy.
  - 2014 - Spaans wielrenner Alberto Contador wordt verkozen tot wielrenner van het jaar. Hij wint hiermee voor de vierde keer in zijn loopbaan de Velo d'Or.[6]
  - 2021 - Een deel van de tribune in het uitvak van het Goffertstadion in Nijmegen begeeft het doordat uitzinnige supporters op en neer springen in het vak. Er vallen geen doden en zwaargewonden.[7]
  - 2021 - Michael van Gerwen verliest in de finale van het EK-darts in Salzburg, Oostenrijk van de Brit Rob Cross met 8-11.[8]
  - 2021 - Bij de mannen wint de Ethiopiër Tamirat Tola de 45e Marathon van Amsterdam in een tijd van 2:03.39 en bij de vrouwen wint de Keniaanse Angela Tanui in 2:17.57. Voor beiden is dit een nieuw parcoursrecord.[9]
  - 2022 - Voetbalster Alèxia Putellas krijgt evenals in 2021 de Ballon d'Or bij de vrouwen. Karim Benzema wint de prijs bij de mannen.[10]
  - 2023 - De Nederlandse wielrenner Milan Vader wint het eindklassement van de Ronde van Guangxi.[11]
- Wetenschap en technologie
  - 1604 - Johannes Kepler ziet in het sterrenbeeld Slangendrager de tot nu laatste supernova in het melkwegstelsel.
  - 1923 - Oprichting van de Katholieke Universiteit Nijmegen.[1]
  - 2016 - Orbital ATK lanceert succesvol een Antares-raket met vracht voor het Internationaal ruimtestation. Het is de eerste lancering na de mislukte lancering van 28 oktober 2014.[12]
  - 2023 - In een artikel in het wetenschappelijk tijdschrift Geophysical Research Letters bevestigen onderzoekers dat de Marsbeving die op 4 mei 2022 door de InSight lander is waargenomen niet is veroorzaakt door de inslag van een object op Mars maar dat deze een tektonische oorsprong heeft.[13][14]

## Geboren

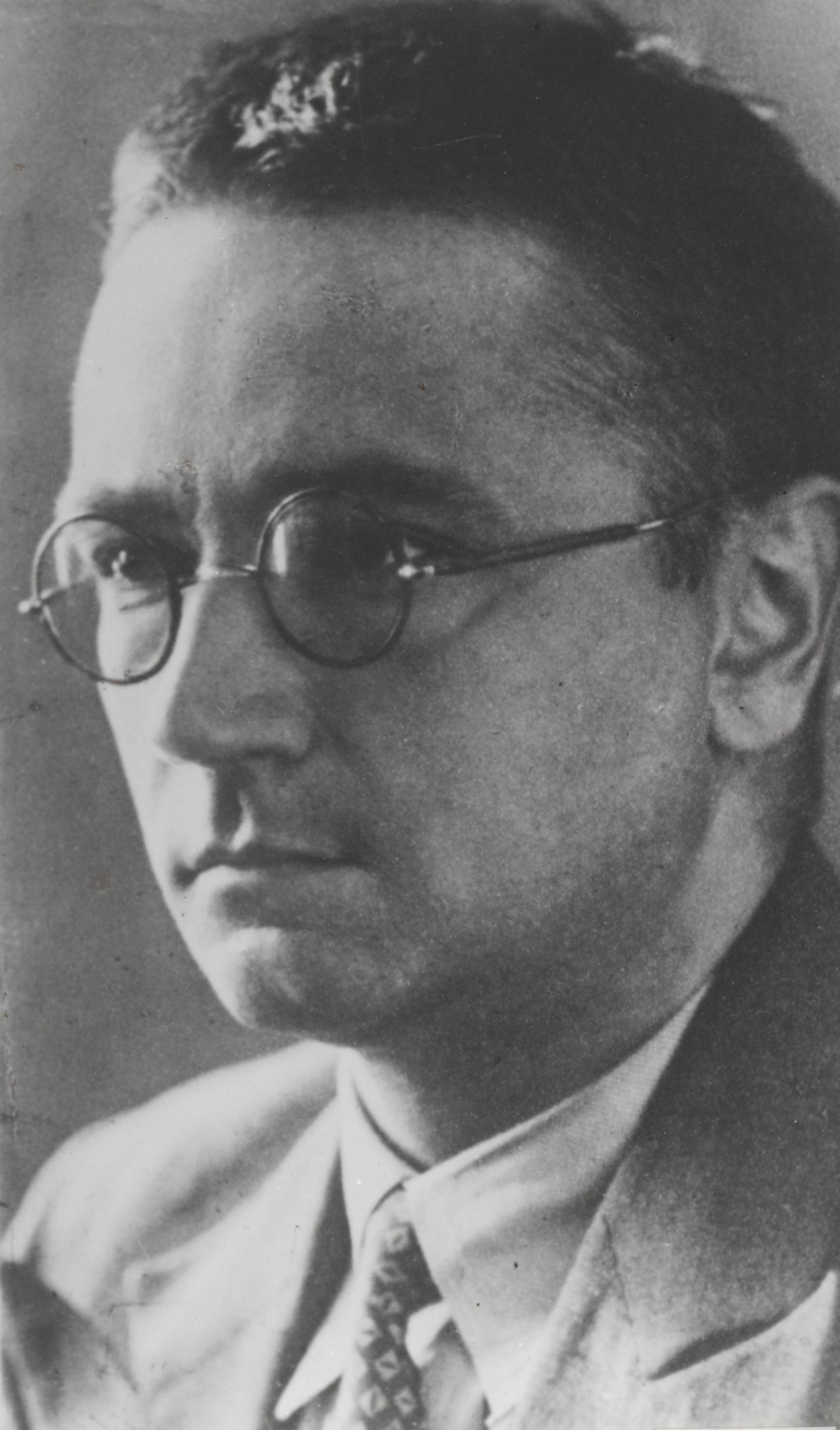
Simon Vestdijk
geboren in 1898

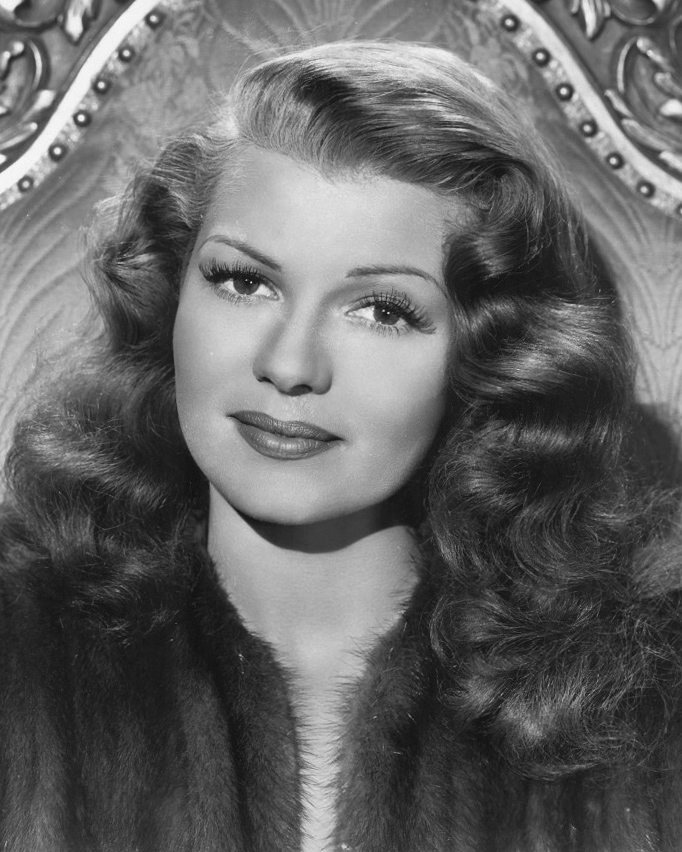
Rita Hayworth
geboren in 1918

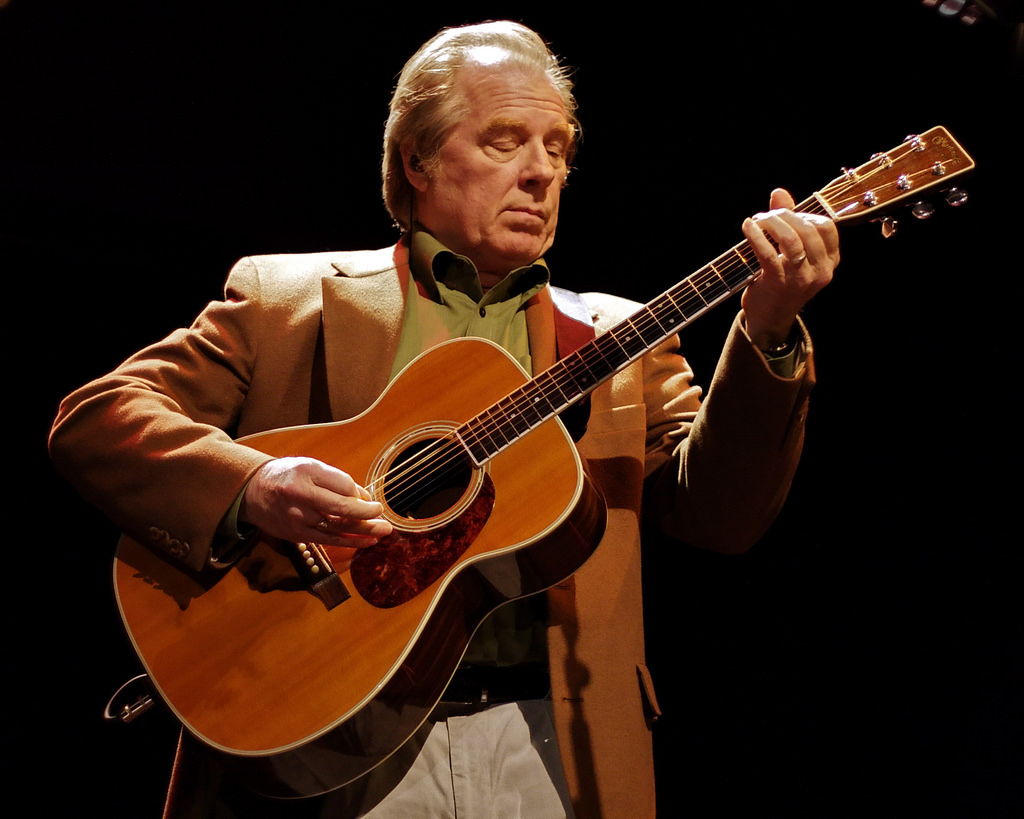
Michael McKean
geboren in 1947

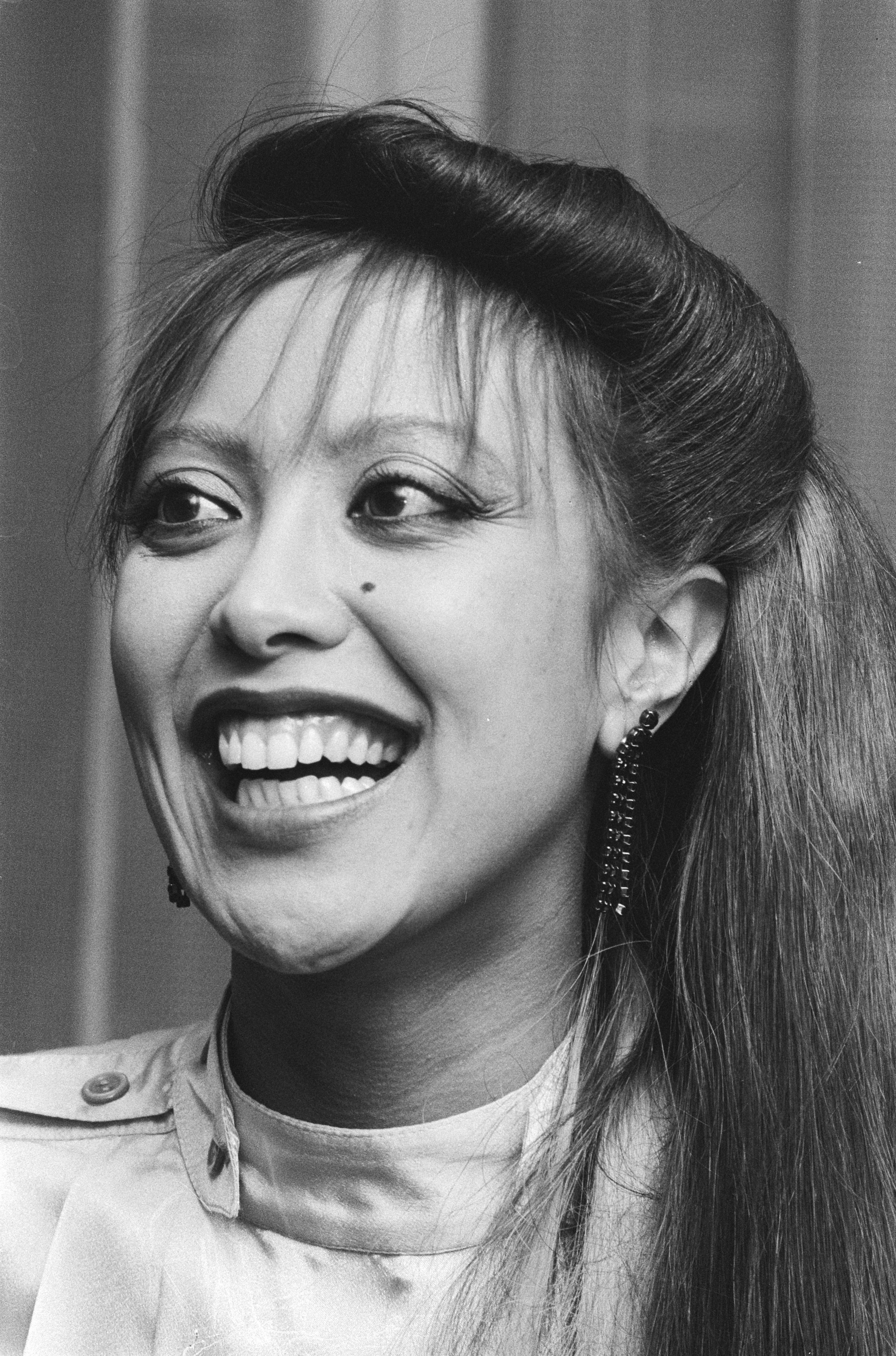
Sandra Reemer
geboren in 1950

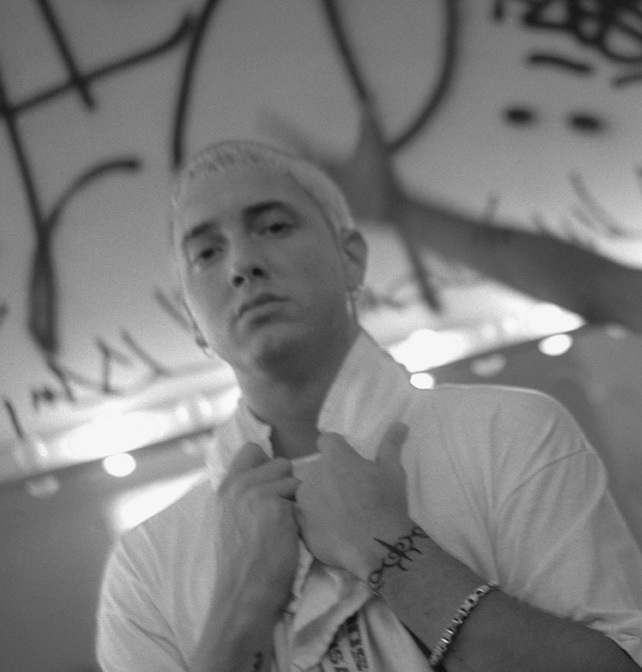
Eminem
geboren in 1972

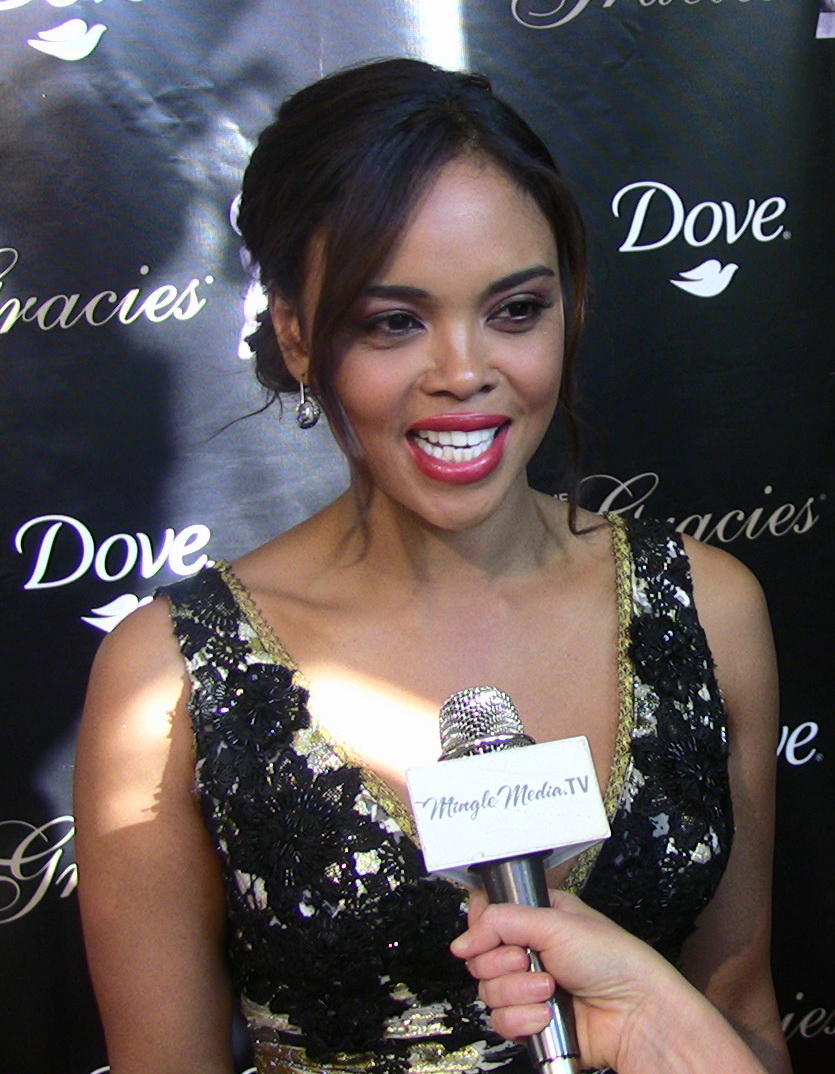
Sharon Leal
geboren in 1972

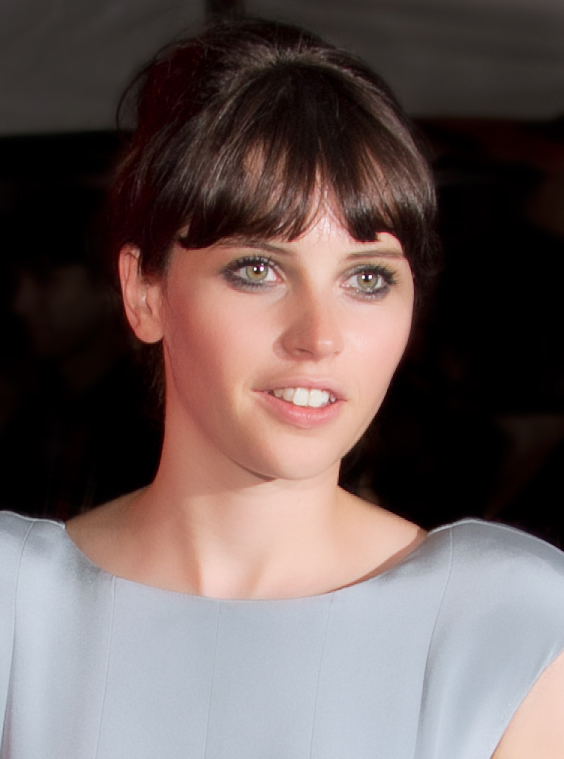
Felicity Jones
geboren in 1983

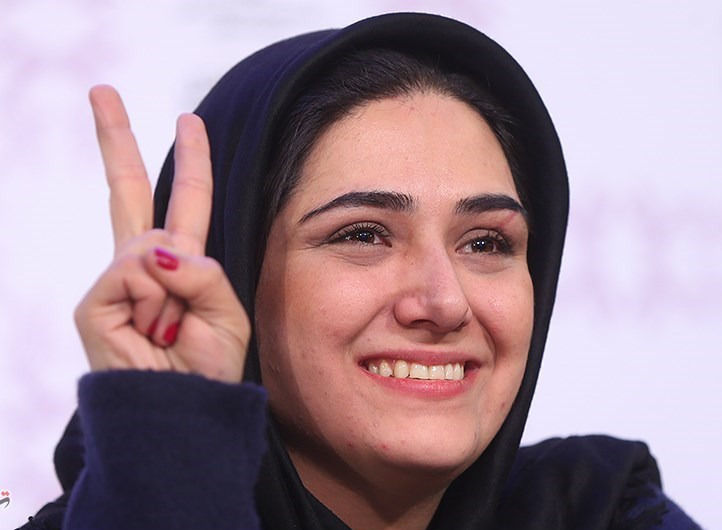
Baran Kosari
geboren in 1985

- 1577 - Cristofano Allori, Italiaans kunstschilder (overleden 1621)
- 1725 - John Wilkes, Brits journalist en politicus (overleden 1797)
- 1811 - Albertus van Raalte, Nederlands-Amerikaans religieus figuur (overleden 1876)
- 1819 - Frederik Willem van Mecklenburg-Strelitz, groothertog (overleden 1904)
- 1842 - Adolphe David, Frans componist (overleden 1897)
- 1845 - Franziskus Ehrle, Duits curiekardinaal (overleden 1934)
- 1853 - Maria Aleksandrovna van Rusland, grootvorstin van Rusland (overleden 1920)
- 1863 - Sigrid Blomberg, Zweeds beeldhouwster (overleden 1941)
- 1875 - Hendrik Jan Verbeek, Nederlands jurist en burgemeester (overleden 1946)
- 1878 - Andrej Rimski-Korsakov, Russisch musicoloog (overleden 1940)
- 1888 - Paul Bernays, Brits wiskundige (overleden 1977)
- 1898 - Tuffy Neugen, Braziliaans voetballer (overleden 1935)
- 1898 - Simon Vestdijk, Nederlands schrijver (overleden 1971)
- 1900 - Jean Arthur, Amerikaans actrice (overleden 1991)
- 1902 - Ale Algra, Nederlands schrijver (overleden 1970)
- 1906 - Jack Ensley, Amerikaans autocoureur (overleden 1972)
- 1906 - Anton Sipman, Nederlands molendeskundige, schrijver en tekenaar (overleden 1985)
- 1907 - Gerard Nederhorst, Nederlands politicus (overleden 1979)
- 1908 - Jan van Hout, Nederlands wielrenner en verzetsstrijder (overleden 1945)
- 1910 - Gerard Desmet, Belgisch wielrenner (overleden 1976)
- 1912 - Paus Johannes Paulus I (overleden 1978)
- 1914 - Jerry Siegel, Amerikaans stripmaker (o.a. Superman) (overleden 1996)
- 1915 - Frits Böttcher, Nederlands hoogleraar (overleden 2008)
- 1915 - Victor Garaygordóbil Berrizbeitia, Spaans bisschop (overleden 2018)
- 1915 - Arthur Miller, Amerikaans toneelschrijver (overleden 2005)
- 1917 - Marsha Hunt, Amerikaans actrice (overleden 2022)
- 1917 - Norman Leyden, Amerikaans componist, muziekpedagoog, dirigent, arrangeur en klarinettist (overleden 2014)
- 1918 - Rita Hayworth, Amerikaans filmactrice en zangeres (overleden 1987)
- 1919 - Es'kia Mphahlele, Zuid-Afrikaans schrijver, literatuurwetenschapper, kunstactivist en humanist (overleden 2008)
- 1919 - Wim Nota, Nederlands atleet (overleden 2003)
- 1919 - Zhao Ziyang, Chinees politiek leider (overleden 2005)
- 1920 - Montgomery Clift, Amerikaans filmspeler (overleden 1966)
- 1921 - Olton van Genderen, Surinaams politicus (overleden 1990)
- 1921 - Henri Lemaître, Belgisch nuntius in Nederland (overleden 2003)
- 1921 - Tom Poston, Amerikaans acteur, komiek en presentator (overleden 2007)
- 1922 - Angel Wagenstein, Bulgaars schrijver (overleden 2023)
- 1923 - Henryk Roman Gulbinowicz, Pools kardinaal en aartsbisschop (overleden 2020)
- 1923 - Barney Kessel, Amerikaans jazz-gitarist (overleden 2004)
- 1923 - Nel Noordzij, Nederlands schrijfster en dichteres (overleden 2003)
- 1925 - Jeff Uren, Brits auto- en rallycoureur (overleden 2007)
- 1926 - Julie Adams, Amerikaans actrice (overleden 2019)
- 1926 - Beverly Garland, Amerikaans actrice (overleden 2008)
- 1926 - Roberto Lippi, Italiaans autocoureur (overleden 2011)
- 1927 - Friedrich Hirzebruch, Duits wiskundige (overleden 2012)
- 1928 - Don Collier, Amerikaans acteur (overleden 2021)
- 1930 - Robert Atkins, Amerikaans cardioloog en voedingsexpert (overleden 2003)
- 1930 - Freimut Börngen, Duits astronoom (overleden 2021)
- 1933 - William Anders, Amerikaans ruimtevaarder (overleden 2024)
- 1933 - Maya Bouma, Nederlands actrice (overleden 1998)
- 1934 - Lea Couzin, Belgisch actrice
- 1934 - Rose Gregorio, Amerikaans actrice (overleden 2023)
- 1934 - Rico Rodriguez, Jamaicaans reggae-musicus (overleden 2015)
- 1934 - Jörg Schlaich, Duits bouwkundig ingenieur (overleden 2021)
- 1935 - Milkha Singh, Indiaas atleet (overleden 2021)
- 1936 - Hazem al-Beblawi, Egyptisch econoom en politicus
- 1937 - Paxton Whitehead, Brits-Amerikaans televisie- en theateracteur, toneelregisseur en toneelschrijver (overleden 2023)
- 1938 - Willibrord Davids, Nederlands jurist (overleden 2024)
- 1938 - Evel Knievel, Amerikaans stuntman (overleden 2007)
- 1939 - Horst Oldenburg, Duits wielrenner
- 1939 - José Ernâni da Rosa (Tupãzinho), Braziliaans voetballer (overleden 1986)
- 1939 - Paul-Bernd Spahn, Duits hoogleraar (overleden 2025)
- 1940 - Harrie Heijnen, Nederlands voetballer (overleden 2015)
- 1941 - Alan Howard, Brits bassist (The Tremoloes)
- 1941 - Ademar Miranda Júnior (Ademar Pantera), Braziliaans voetballer (overleden 2001)
- 1941 - Jim Seals, Amerikaans zanger en muzikant (Seals & Crofts) (overleden 2022)
- 1942 - Andris Andreiko, Sovjet-Russisch damgrootmeester (overleden 1976)
- 1942 - Gary Puckett, Amerikaans muzikant (o.a. Gary Puckett & the Union Gap)
- 1943 - Gerrit van Bakel, Nederlands kunstenaar (overleden 1984)
- 1943 - Godert van Colmjon, Nederlands journalist en zanger (overleden 2009)
- 1946 - Martin van Dijk, Nederlands pianist en componist (overleden 2016)
- 1946 - Wim Kayzer, Nederlands journalist, programmamaker en schrijver (overleden 2023)
- 1946 - Adam Michnik, Pools publicist
- 1946 - Bob Seagren, Amerikaans atleet
- 1947 - Michael McKean, Amerikaans acteur, filmregisseur, filmproducent, scenarioschrijver, komiek en muzikant
- 1948 - Robert Jordan, Amerikaans fantasy-auteur (overleden 2007)
- 1948 - Margot Kidder, Canadees/Amerikaans actrice (overleden 2018)
- 1948 - George Wendt, Amerikaans acteur (overleden 2025)
- 1949 - Owen Arthur, Barbadiaans politicus (overleden 2020)
- 1949 - Digna Sinke, Nederlands filmmaakster en beeldend kunstenares
- 1950 - Philippe Barbarin, Frans kardinaal-aartsbisschop van Lyon
- 1950 - Sandra Reemer, Nederlands zangeres en televisiepresentatrice (overleden 2017)
- 1950 - Howard Rollins, Amerikaans acteur (overleden 1996)
- 1951 - Annie Borckink, Nederlands schaatsster
- 1953 - Pé Langen, Nederlands politicus
- 1954 - René Botteron, Zwitsers voetballer
- 1954 - Hans Elzerman, Nederlands zwemmer en zwemtrainer
- 1955 - Sam Bottoms, Amerikaans acteur (overleden 2008)
- 1956 - Frans Hoek, Nederlands voetballer en voetbaltrainer
- 1956 - Robin Linschoten, Nederlands politicus
- 1957 - Lawrence Bender, Amerikaans filmproducent
- 1959 - Threes Anna, Nederlands romanschrijfster, theater- en filmmaakster
- 1959 - Norm Macdonald, Canadees stand-upcomedian en acteur (overleden 2021)
- 1960 - Angéla Kramers, Nederlands zangeres (Dolly Dots)
- 1961 - Alberto Castellani, Italiaans voetbalscheidsrechter
- 1961 - Pieter Waterdrinker, Nederlands journalist en schrijver
- 1962 - Gili, Belgisch komiek, illusionist en mentalist
- 1962 - Mike Judge, Amerikaans maker van animaties, stemacteur, schrijver, producent en regisseur
- 1962 - Valérie Lempereur, Nederlands journaliste en schrijfster[15]
- 1963 - Sergio Goycochea, Argentijns voetballer
- 1964 - Maayke Bouten, Nederlands actrice
- 1965 - Cecilia Wikström, Zweeds politica, predikante en schrijfster
- 1966 - Tomislav Steinbrückner, Kroatisch voetballer en voetbaltrainer
- 1967 - René Dif, Deens zanger (Aqua)
- 1967 - Pedro González, Chileens voetballer
- 1968 - Graeme Le Saux, Engels voetballer
- 1968 - Ziggy Marley, Jamaicaans reggae-zanger (zoon van Bob Marley)
- 1968 - George Noble, Engels caller
- 1968 - Luc Terlinden, aartsbisschop van het aartsbisdom Mechelen-Brussel
- 1969 - Jesús Ángel García, Spaans snelwandelaar
- 1969 - Wyclef Jean, Haïtiaans rapper en producer
- 1970 - Jean-Paul de Jong, Nederlands voetballer
- 1972 - Nico Funck, Luxemburgs voetballer
- 1972 - Eminem, Amerikaans rapper
- 1972 - Sharon Leal, Amerikaans actrice
- 1972 - Musashi, Japans vechtsporter
- 1972 - Tarkan Tevetoğlu, Duits-Turks zanger
- 1974 - Sevatheda Fynes, Bahamaans sprintster
- 1974 - Ján Krošlák, Slowaaks tennisser
- 1975 - Anne Kremer, Luxemburgs tennisster
- 1975 - Samuel Slovák, Slowaaks voetballer en voetbalcoach
- 1975 - McLain Ward, Amerikaans springruiter
- 1976 - Sebastián Abreu, Uruguayaans voetballer
- 1976 - Glen Chadwick, Nieuw-Zeelands wielrenner
- 1977 - Dudu Aouate, Israëlisch voetballer
- 1977 - Alimi Ballard, Amerikaans acteur
- 1977 - Marco Bui, Italiaans mountainbiker
- 1977 - André Villas-Boas, Portugees voetbaltrainer
- 1977 - Emanuela Zanchi, Italiaans waterpoloster
- 1978 - Erin Karpluk, Canadees actrice
- 1979 - Kimi Räikkönen, Fins autocoureur
- 1979 - Radosław Szagański, Pools darter
- 1980 - José Argote, Venezolaans voetbalscheidsrechter
- 1980 - Alessandro Balzan, Italiaans autocoureur
- 1981 - Tarnee White, Australisch zwemster
- 1982 - Rogier Honig, Nederlands voetbalscheidsrechter
- 1982 - Peter Pype, Belgisch presentator
- 1982 - Marion Rolland, Frans alpineskiester
- 1983 - Felicity Jones, Brits actrice
- 1983 - Junichi Miyashita, Japans zwemmer
- 1983 - Danijel Kajmakoski, Macedonisch zanger
- 1984 - Jos Eggink, Nederlands diskjockey
- 1984 - Robert van der Horst, Nederlands hockeyer
- 1984 - Jelle Klaasen, Nederlands darter
- 1984 - Linde Merckpoel, Belgisch radiopresentatrice
- 1984 - Jared Tallent, Australisch atleet
- 1985 - Max Irons, Engels acteur en model
- 1985 - Collins John, Nederlands voetballer
- 1985 - Baran Kosari, Iraans actrice
- 1985 - Christine Magnuson, Amerikaans zwemster
- 1985 - Sara Moreira, Portugees atlete
- 1986 - Simon Harris, Iers premier
- 1986 - Kris McLaren, Australisch motorcoureur
- 1986 - Mohombi, Zweeds-Congolees zanger
- 1986 - Catherine Timmermans, Belgisch atlete
- 1988 - Belal Mansoor Ali, Bahreins atleet
- 1988 - Luca Cibelli, Zwitsers voetbalscheidsrechter
- 1988 - Federico Colbertaldo, Italiaans zwemmer
- 1988 - Christina Crawford, Amerikaans worstelaarster
- 1988 - Emma Samuelsson, Zweeds schermster
- 1989 - Federico Fernández, Argentijns handballer
- 1989 - Michail Kozlovski, Russisch autocoureur
- 1991 - Alexandre van den Hoef (Alex Andre), Nederlands-Canadees dj (DVBBS)
- 1992 - Mikaël Grenier, Canadees autocoureur
- 1995 - Benoît Cosnefroy, Frans wielrenner
- 1997 - Václav Černý, Tsjechisch voetballer
- 2001 - Lars Craps, Belgisch wielrenner
- 2001 - Olav Kooij, Nederlands wielrenner en langebaanschaatser
- 2002 - Guéla Doué, Ivoriaans-Frans voetballer
- 2005 - Lola Lovinfosse, Frans autocoureur

## Overleden

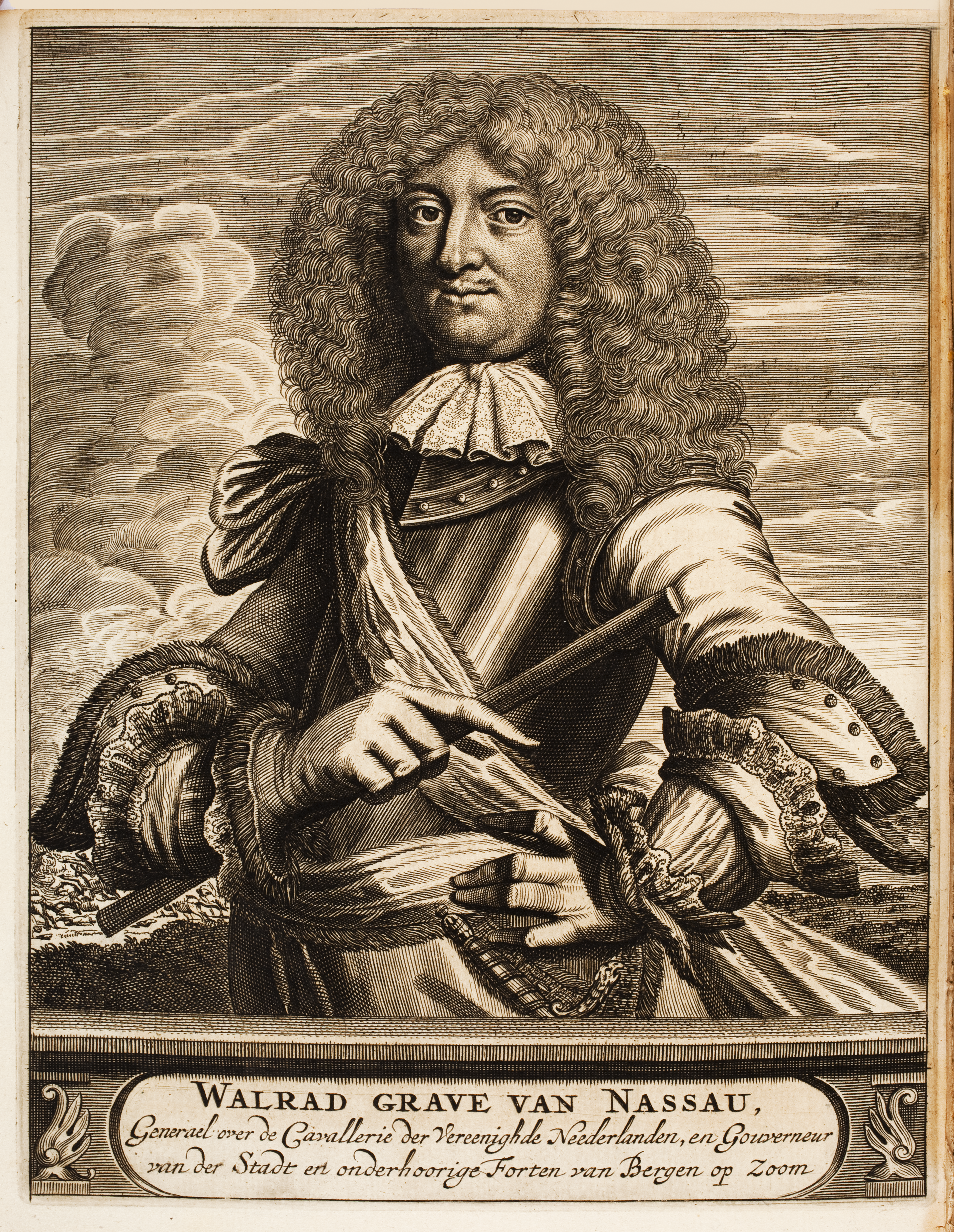
Walraad van Nassau-Usingen
overleden in 1702

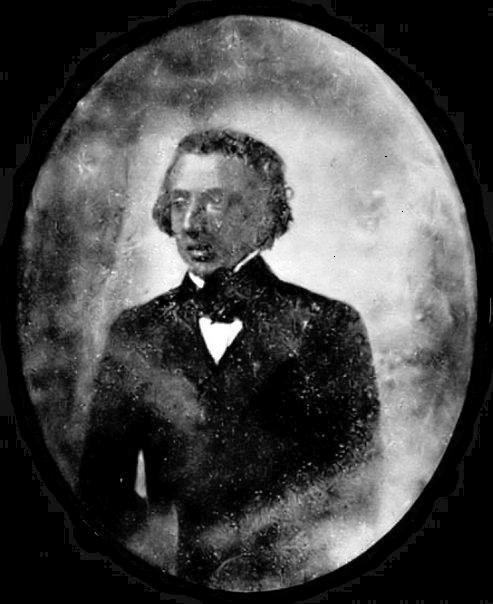
Frédéric Chopin
overleden in 1849

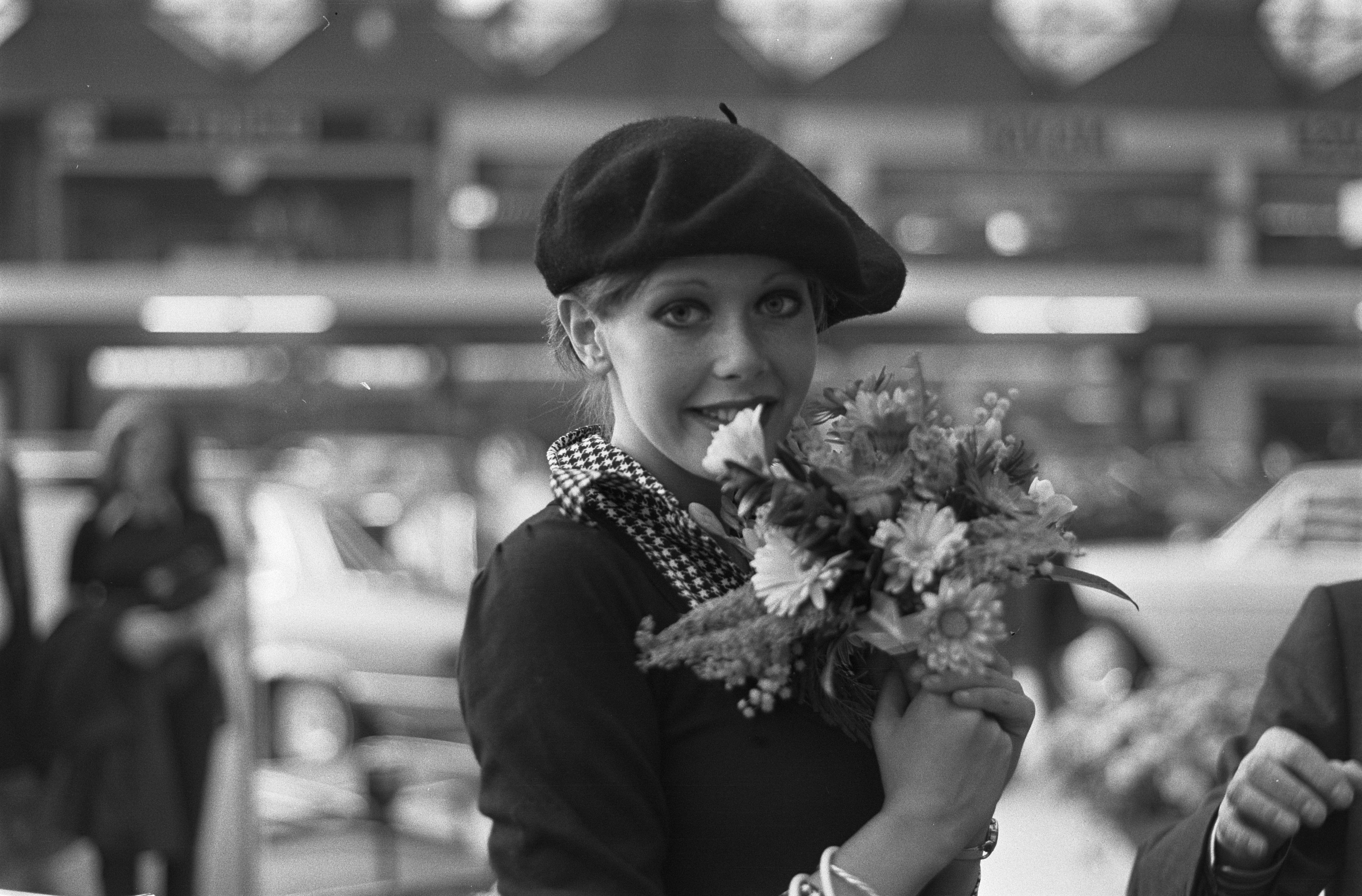
Sylvia Kristel
overleden in 2012

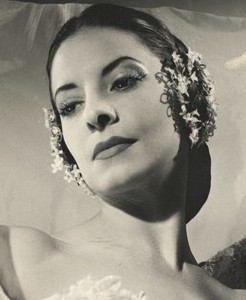
Alicia Alonso
overleden in 2019

- 456 - Avitus, keizer van het West-Romeinse Rijk
- 532 - Bonifatius II, paus van Rome
- 1456 - Nicolas Grenon, Belgisch polyfonist
- 1586 - Philip Sidney (31), Engels dichter en diplomaat
- 1690 - Margaretha-Maria Alacoque (43), Frans religieuze, mystica en heilige
- 1702 - Walraad van Nassau-Usingen (67), vorst van Nassau-Usingen
- 1837 - Johann Nepomuk Hummel (58), Slowaaks componist en pianist
- 1849 - Frédéric Chopin (39), Pools componist en pianist
- 1910 - Carlo Michelstaedter (23), Italiaans schrijver, dichter, kunstenaar en filosoof
- 1913 - Pieter Kluitman (75), Nederlands uitgever
- 1920 - Gérard Leman (69), Belgisch generaal
- 1928 - Frank Bernard Dicksee (74), Engels kunstschilder en illustrator
- 1931 - Alfons Maria Jakob (47), Duits neuroloog
- 1937 - Bruce Ismay (74), Brits scheepmagnaat
- 1937 - Antônio Parreiras (77), Braziliaans kunstenaar
- 1938 - Karl Kautsky (83), Tsjechisch sociaaldemocratisch denker
- 1938 - May Morris (76), Engels handwerkster en ontwerpster
- 1947 - Ellsworth Huntington (71), Amerikaans geograaf
- 1955 - Joel Thorne (41), Amerikaans autocoureur
- 1958 - Celso Costantini (82), Italiaans curiekardinaal
- 1962 - Natalja Gontsjarova (81), Russisch kunstschilder
- 1964 - Francisco Delgado (78), Filipijns advocaat, rechter, ambassadeur en politicus
- 1967 - Xuantong (61), de laatste keizer van China en tevens de laatste keizer van de Qing-dynastie
- 1973 - Ingeborg Bachmann (47), Oostenrijks schrijfster
- 1978 - Jean Améry (65), Oostenrijks schrijver
- 1978 - Giovanni Gronchi (91), derde president van Italië
- 1983 - Raymond Aron (78), Frans socioloog, politiek filosoof en journalist
- 1991 - Piet van Est (57), Nederlands wielrenner
- 1991 - Tennessee Ernie Ford (72), Amerikaans zanger en acteur
- 1992 - Ton Hasebos (80), Nederlands regisseur en poppenbedenker
- 2001 - Araquem de Melo (57), Braziliaans voetballer
- 2002 - Bob Gregg (82), Amerikaans autocoureur
- 2002 - Baltus Oostburg (74), Surinaams wetenschapper en politicus
- 2006 - Luki Botha (76), Zuid-Afrikaans autocoureur
- 2006 - Lieuwe Steiger (82), Nederlands voetbaldoelman (o.a. PSV)
- 2007 - Jacques Stevens (99), Nederlands persfotograaf
- 2007 - Teresa Brewer (76), Amerikaans zangeres
- 2008 - Levi Stubbs (72), Amerikaans zanger en acteur
- 2012 - Sylvia Kristel (60), Nederlands actrice
- 2012 - Terry Callier (67), Amerikaans zanger
- 2013 - Lou Scheimer (84), Amerikaans tekenaar en animatiefilmproducent
- 2014 - Masaru Emoto (71), Japans onderzoeker
- 2014 - Daisuke Oku (38), Japans voetballer
- 2015 - Danièle Delorme (89), Frans actrice
- 2015 - Howard Kendall (69), Brits voetballer en voetbaltrainer
- 2015 - Anne-Marie Lizin (66), Belgisch politica
- 2015 - Christopher Wood (79), Brits scenarist
- 2017 - Danielle Darrieux (100), Frans actrice
- 2017 - Julian May (86), Amerikaans sciencefiction- en fantasy-schrijfster
- 2019 - Alicia Alonso (98), Cubaans danseres en choreografe
- 2019 - Elijah Cummings (68), Amerikaans jurist en politicus
- 2019 - Bill Macy (97), Amerikaans acteur
- 2019 - Márta Kurtág (92), Hongaars pianiste
- 2020 - Toshinori Kondo (71), Japans jazztrompettist
- 2020 - Takna Jigme Sangpo (91), Tibetaans politiek gevangene
- 2020 - Ernst Sillem (97), Nederlands Engelandvaarder
- 2021 - Sien Diels (74), Belgisch actrice
- 2022 - Aleidis Dierick (90), Belgisch dichteres
- 2022 - Michael Ponti (84), Duits-Amerikaans pianist
- 2022 - Jan de Winter (83), Nederlands beeldend kunstenaar
- 2023 - Carla Bley (87), Amerikaans jazzmuzikante, -componiste en bigbandleider
- 2023 - Kalle Oranen (77), Nederlands voetballer
- 2023 - Aureel Vandendriessche (91), Belgisch atleet
- 2024 - Emile Daems (86), Belgisch wielrenner
- 2024 - Isabelle de Borchgrave (78), Belgisch tekenares en kunstschilderes
- 2024 - Mitzi Gaynor (93), Amerikaans actrice, zangeres en danseres
- 2024 - Vasso Papandréou (79), Grieks politica
- 2024 - Andrew Schally (97), Pools-Amerikaans endocrinoloog en Nobelprijswinnaar

## Viering/herdenking

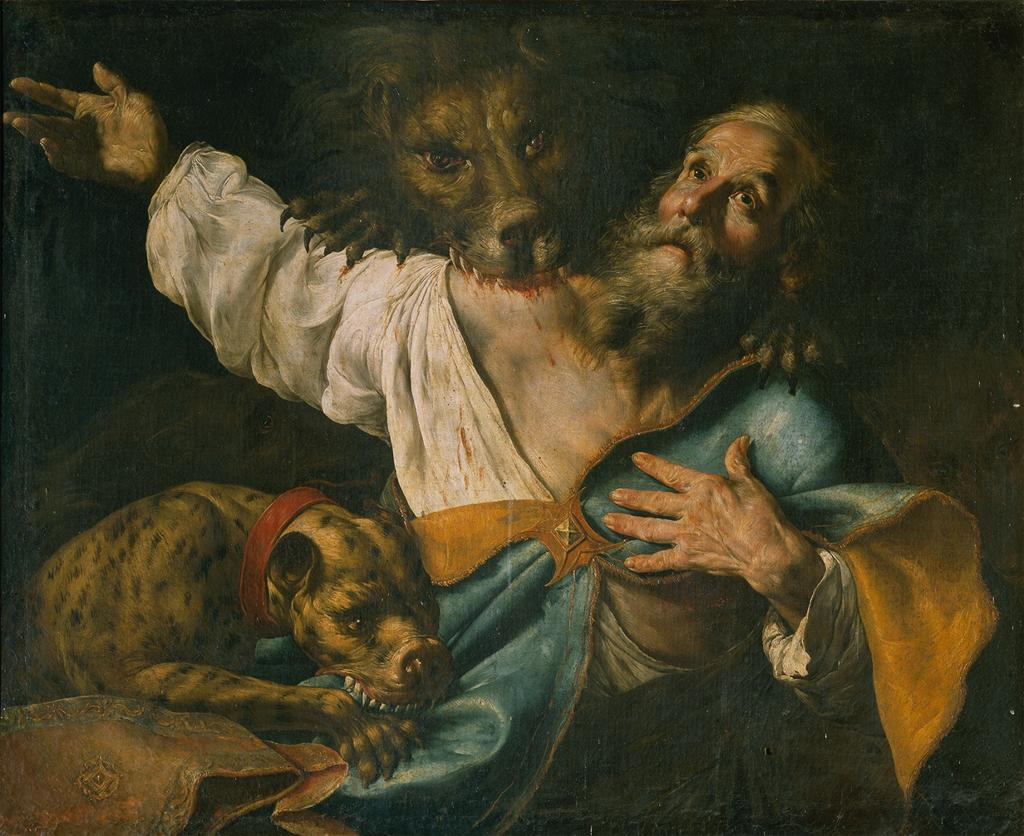
Ignatius van Antiochië

- Internationale dag voor de uitroeiing van armoede
- Rooms-Katholieke kalender:
  - Heilige Ignatius van Antiochië († 107) - Gedachtenis
  - Heilige Rudolf (van Gubbio) († c. 1066)
  - Heilige Solina van Chartre († c. 250)

## Weerextremen

### Nederland
| | Officiële records | Officiële records | Officiële records |      | Landelijke records | Landelijke records | Landelijke records                                                  |
| Gebeurtenis | Jaar              | Extreem           | Locatie           | Jaar | Extreem            | Locatie            |                                                                     |
| --- | ----------------- | ----------------- | ----------------- | ---- | ------------------ | ------------------ | ------------------------------------------------------------------- |
| Laagste etmaalgemiddelde temperatuur (°C) | 1973-1974         | 4,4               | De Bilt           |      | 1994               | 3,6                | Twenthe                                                             |
| Hoogste etmaalgemiddelde temperatuur (°C) | 2022              | 15,5              | De Bilt           |      | 2022               | 17,0               | Maastricht                                                          |
| Laagste minimumtemperatuur (°C) | 1925              | −1,7              | De Bilt           |      | 1951               | −3,4               | Gilze-Rijen                                                         |
| Hoogste minimumtemperatuur (°C) | 1954              | 13,4              | De Bilt           |      | 1954               | 14,5               | Vlissingen                                                          |
| Laagste maximumtemperatuur (°C) | 1955              | 8,5               | De Bilt           |      | 1915               | 5,1                | Eelde                                                               |
| Hoogste maximumtemperatuur (°C) | 1930, 1969        | 21,2              | De Bilt           |      | 1930               | 24,9               | Maastricht                                                          |
| Hoogste uurgemiddelde windsnelheid (m/s) | 1944              | 13,9              | De Bilt           |      | 1967               | 24,2               | De Kooy, Schiphol, Vlissingen                                       |
| Hoogste windstoot (m/s) | 1967              | 26,8              | De Bilt           |      | 1991               | 35,0               | Vlissingen                                                          |
| Langste zonneschijnduur (uur) | 1999              | 9,9               | De Bilt           |      | 1999 2003          | 9,9                | Arcen, De Bilt, Herwijnen, Hoorn Terschelling, Valkenburg ZH Deelen |
| Langste neerslagduur (uur) | 1961              | 14,9              | De Bilt           |      | 1961               | 14,9               | De Bilt                                                             |
| Hoogste etmaalsom van de neerslag (mm) | 1961              | 25,9              | De Bilt           |      | 1961               | 29,0               | De Kooy                                                             |
| Laagste etmaalgemiddelde relatieve vochtigheid (%) | 1959              | 57                | De Bilt           |      | 1959               | 50                 | Maastricht                                                          |
| Laagste uurwaarde luchtdruk op zeeniveau (hPa) | 1961              | 982,2             | De Bilt           |      | 1961               | 972,9              | Eelde                                                               |
| Hoogste uurwaarde luchtdruk op zeeniveau (hPa) | 1993              | 1035,3            | De Bilt           |      | 1993               | 1036,4             | Eelde, Leeuwarden                                                   |
| Officiële records worden altijd gemeten op het KNMI-weerstation in De Bilt. Landelijke records kunnen worden gemeten op elk officieel KNMI-weerstation in Nederland. |                   |                   |                   |      |                    |                    |                                                                     |

Uitzonderlijke gebeurtenissen
- 1930 - Laatste officiële warme dag van het jaar (maximumtemperatuur ≥ 20 °C in De Bilt)
- 1951 - Laatste officiële zachte dag van het jaar (maximumtemperatuur ≥ 15 °C in De Bilt)
- 2018 - Laatste officiële warme dag van het jaar (maximumtemperatuur ≥ 20 °C in De Bilt)

### België
Dagrecords
- 1905 - Laagste etmaalgemiddelde temperatuur 4,1 °C
- 1930 - Hoogste etmaalgemiddelde temperatuur 18,6 °C
- 1992 - Laagste minimumtemperatuur −0,1 °C
- 1921 en 1930 - Hoogste maximumtemperatuur 23,5 °C
- 1961 - Hoogste etmaalsom van de neerslag 32,4 mm

Uitzonderlijke gebeurtenissen
- 1930 - Maximumtemperaturen tussen 19 °C en 25 °C in ganse land.
- 1967 - Windstoten tot 147 km/h in Oostende en tot 122 km/h in het binnenland.

<< · 1 · 2 · 3 · 4 · 5 · 6 · 7 · 8 · 9 · 10 · 11 · 12 · 13 · 14 · 15 · 16 · 17 · 18 · 19 · 20 · 21 · 22 · 23 · 24 · 25 · 26 · 27 · 28 · 29 · 30 · 31 · >>